# محافظات ساو تومي وبرينسيبي

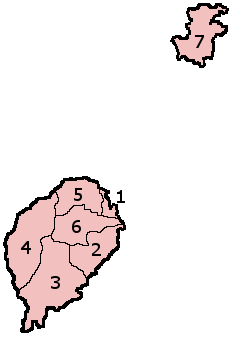

تنقسم ساو تومي وبرينسيبي إلى محافظتين فقط.
محافظة ساو تومي ( São Tomé ) وعاصمتها ساو تومي تتكون العاصمة من جزيرة أطلسية مناخية. وتبلغ مساحة المحافظة 859 كيلومتر وهي مركز أغلب المواطنين الموجودين في الدولة. ويبلغ تعداد السكان حسب إحصاء 2012 هو 179,814 نسمة من إجمالي تعداد الدولة 187,356 نسمة.
محافظة برينسيبي ( Príncipe ) وعاصمتها سان أنطونيو وهي تغطي جزيرة برينسيبي كاملة. وتبلغ مساحتها 142 كيلومتر مربع ويبلغ تعداد السكان ما يقارب 7,542 نسمة حسب إحصاء 2012.
ملاحظة : برينسيبي مستقلة ذاتياً منذ 29 إبريل عام 1995.
وتنقسم هاتان المحافظاتان إلى 6 مقاطعات في ساو تومي و واحدة في محافظة بريسنيبي.